# Alto Lucero
Alto Lucero es una población del estado mexicano de Veracruz, cabecera del municipio de Alto Lucero de Gutiérrez Barrios, se encuentra localizado en la zona occidental del mismo.

## Historia
La zona donde hoy se ubica la población de Alto Lucero tuvo una población originariamente totonaca, que tras la conquista española quedó diezmada y prácticamente desapareció de la zona, el despoblamiento del entorno se mantuvo hasta alrededor de 1718  cuando asentamientos españoles, Italianos y franceses con fines agrícolas y ganaderos se establecieron en la zona, surgiendo así el asentamiento originario cuyos pobladores eran lidereados por Cecilia Lucero Pacheco, en honor a quien el primer asentamiento recibió el nombre de Pacheco; sin embargo, el medio ambiente de la zona era poco saludable, sobre todo por la falta de agua potable, que tenía como consecuencia la frecuencia de enfermedades entre los habitantes, por lo que en 1860 resolvieron trasladar la población al actual asentamiento, donde encontraron un manantial de agua limpia, dándole a esta nueva población el nombre de Alto Lucero Pacheco.
Alto Lucero pertenecía originariamente al municipio de Tizapancingo, y cuando este fue suprimido, pasó a depender del de Actopan, hasta que el 15 de enero de 1930 el Congreso de Veracruz le dio el carácter de cabecera municipal, segregándola de Actopan, a propuesta del gobernador Adalberto Tejeda; el 29 de enero de 1991 el mismo congreso veracruzano modificó el nombre del municipio a Alto Lucero de Gutiérrez Barrios, permaneciendo la localidad con el nombre de Alto Lucero.

## Localización y demografía
Alto Lucero se encuentra ubicado en el extremo suroeste del territorio municipal, y en la zona centro-norte del estado de Veracruz, comúnmente llamado Región Capital por estar en las inmediaciones de la capital estatal la ciudad de Xalapa Enríquez, sus coordenadas geográficas son 19°37′22″N 96°43′54″O / 19.62278, -96.73167 y se encuentra a una altitud de 1 100 metros sobre el nivel del mar; tiene una distancia de aproximadamente 40 kilómetros con la ciudad de Xalapa, y de uno 60 kilómetros con la costa del Golfo de México, comunicándose en ambas direcciones por una carretera de carácter estatal que es la principal vía de comunicación de la localidad.
De acuerdo a los resultados del Conteo de Población y Vivienda realizado en 2005 por el Instituto Nacional de Estadística y Geografía, Alto Lucero tiene una población total de 4 578 habitantes, de los cuales 2 290 son hombres y 2 288 son mujeres.

## Clima
Las condiciones climáticas de Alto Lucero se caracterizan por una atmósfera cálida y templada. Utilizando la clasificación de Köppen-Geiger, se identifica que el clima predominante en esta zona está catalogado como Cfa. La temperatura media anual en Alto Lucero se encuentra a 21.0 °C. La precipitación aproximada es de 1463 mm.
| Parámetros climáticos promedio de Alto Lucero, Veracruz (987 msnm) | Parámetros climáticos promedio de Alto Lucero, Veracruz (987 msnm) | Parámetros climáticos promedio de Alto Lucero, Veracruz (987 msnm) | Parámetros climáticos promedio de Alto Lucero, Veracruz (987 msnm) | Parámetros climáticos promedio de Alto Lucero, Veracruz (987 msnm) | Parámetros climáticos promedio de Alto Lucero, Veracruz (987 msnm) | Parámetros climáticos promedio de Alto Lucero, Veracruz (987 msnm) | Parámetros climáticos promedio de Alto Lucero, Veracruz (987 msnm) | Parámetros climáticos promedio de Alto Lucero, Veracruz (987 msnm) | Parámetros climáticos promedio de Alto Lucero, Veracruz (987 msnm) | Parámetros climáticos promedio de Alto Lucero, Veracruz (987 msnm) | Parámetros climáticos promedio de Alto Lucero, Veracruz (987 msnm) | Parámetros climáticos promedio de Alto Lucero, Veracruz (987 msnm) | Parámetros climáticos promedio de Alto Lucero, Veracruz (987 msnm) |
| Mes                                                                | Ene.                                                               | Feb.                                                               | Mar.                                                               | Abr.                                                               | May.                                                               | Jun.                                                               | Jul.                                                               | Ago.                                                               | Sep.                                                               | Oct.                                                               | Nov.                                                               | Dic.                                                               | Anual                                                              |
| ------------------------------------------------------------------ | ------------------------------------------------------------------ | ------------------------------------------------------------------ | ------------------------------------------------------------------ | ------------------------------------------------------------------ | ------------------------------------------------------------------ | ------------------------------------------------------------------ | ------------------------------------------------------------------ | ------------------------------------------------------------------ | ------------------------------------------------------------------ | ------------------------------------------------------------------ | ------------------------------------------------------------------ | ------------------------------------------------------------------ | ------------------------------------------------------------------ |
| Temp. máx. media (°C)                                              | 21.7                                                               | 23.6                                                               | 25.7                                                               | 27.9                                                               | 28.1                                                               | 26.8                                                               | 26.4                                                               | 26.7                                                               | 25.9                                                               | 24.8                                                               | 23.1                                                               | 22.3                                                               | 25.3                                                               |
| Temp. media (°C)                                                   | 17.2                                                               | 18.6                                                               | 20.4                                                               | 22.8                                                               | 23.7                                                               | 23.1                                                               | 22.7                                                               | 22.9                                                               | 22.4                                                               | 21.3                                                               | 19.1                                                               | 18                                                                 | 21                                                                 |
| Temp. mín. media (°C)                                              | 13.9                                                               | 15                                                                 | 16.6                                                               | 18.8                                                               | 20.1                                                               | 20.2                                                               | 19.7                                                               | 20                                                                 | 19.9                                                               | 18.5                                                               | 16.1                                                               | 14.7                                                               | 17.8                                                               |
| Precipitación total (mm)                                           | 48                                                                 | 40                                                                 | 60                                                                 | 85                                                                 | 121                                                                | 232                                                                | 176                                                                | 191                                                                | 237                                                                | 151                                                                | 80                                                                 | 42                                                                 | 1463                                                               |
| Días de precipitaciones (≥ 0.1 mm)                                 | 8                                                                  | 6                                                                  | 8                                                                  | 8                                                                  | 14                                                                 | 19                                                                 | 17                                                                 | 19                                                                 | 19                                                                 | 14                                                                 | 10                                                                 | 6                                                                  | 148                                                                |
| Horas de sol                                                       | 8.0                                                                | 8.0                                                                | 9.0                                                                | 10.0                                                               | 10.0                                                               | 11.0                                                               | 11.0                                                               | 11.0                                                               | 8.0                                                                | 8.0                                                                | 8.0                                                                | 8.0                                                                | 108.0                                                              |
| Humedad relativa (%)                                               | 79                                                                 | 76                                                                 | 72                                                                 | 72                                                                 | 76                                                                 | 82                                                                 | 82                                                                 | 81                                                                 | 84                                                                 | 81                                                                 | 79                                                                 | 79                                                                 | 78.6                                                               |
| Fuente: Climate-Data.org                                           |                                                                    |                                                                    |                                                                    |                                                                    |                                                                    |                                                                    |                                                                    |                                                                    |                                                                    |                                                                    |                                                                    |                                                                    |                                                                    |

## Personajes ilustres
- Fernando Gutiérrez Barrios (1927 - 2000). Militar y político, fue gobernador de Veracruz y secretario de Gobernación.
- Paquita la del Barrio (1947 - 2025) cantante mexicana.